# Chiesa di Santa Maria (Calderara di Reno)
La chiesa di Santa Maria è la parrocchiale di Calderara di Reno, in città metropolitana ed arcidiocesi di Bologna; fa parte del vicariato di Persiceto-Castelfranco.

## Storia
La primitiva chiesa di Calderara di Reno, retta da alcuni monaci benedettini, esisteva già nell'VIII secolo ed era pertinenza dell'abbazia di Nonantola.
Come attestato da un documento contenuto nell'archivio della pieve di Borgo Panigale, la chiesa ed il convento vennero riedificati nel XIII secolo da tale Barufaldino Geremei e da sua nipote Bulnisia; inoltre, sempre in quel secolo nel convento si insediarono dei frati francescani.
Grazie ad un atto datato 25 aprile 1286 si conosce che nel convento risiedevano sei religiosi che erano a servizio della cura d'anime.

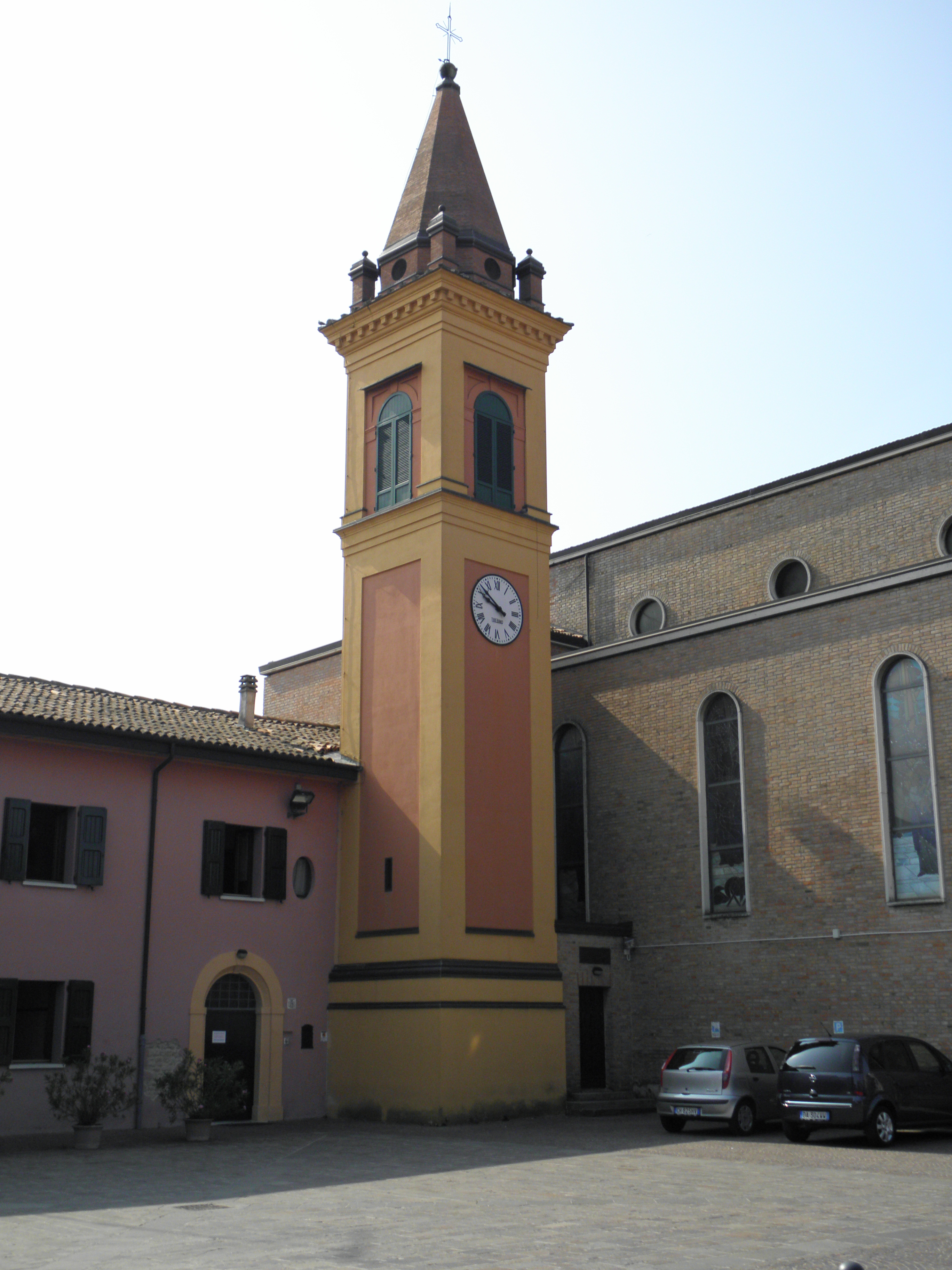
Il campanile

In un documento datato 24 settembre 1692 si legge che la chiesa calderarese era filiale della pieve di Santa Maria Assunta a Borgo Panigale; nel 1798, con la soppressione dell'ordine dei Padri Conventuali, la chiesa passò al Regio Demanio, per poi essere venduta a tale Agostino Carpi e demolita nel 1806.
In seguito alla soppressione della vecchia chiesa la popolazione locale richiese la costruzione di una nuova, la cui prima pietra fu posta il 4 ottobre 1808; nel 1849 venne pure realizzato il cimitero. La chiesa fu poi ingrandita nel 1910.
Nel 1920 papa Benedetto XV cominciò ad interessarsi alla chiesa di Calderara e si augurò che diventasse autonoma rispetto alla matrice di Borgo Panigale; tale desiderio venne realizzato nel 1922, allorché la chiesa fu eretta a parrocchiale dall'arcivescovo di Bologna Giovanni Battista Nasalli Rocca di Corneliano, il quale nel 1941 le conferì pure il titolo di arcipretale.
Il 15 aprile 1945 un bombardamento distrusse praticamente del tutto la chiesa, mentre, come testimoniato dall'allora parroco don Francesco Negrini, il campanile fu danneggiato ma non distrutto e l'archivio parrocchiale salvato integralmente.
Il 20 settembre 1950 incominciò la riedificazione della parrocchiale, mentre la prima pietra fu ufficialmente posta il 14 ottobre dello stesso anno. Il nuovo edificio, disegnato da Francesco Mazzanti e realizzato dalla ditta di Leone Pancagnella, venne portato a compimento nel 1953; aperta al culto il 5 aprile dei quell'anno, la chiesa fu benedetta il giorno successivo.

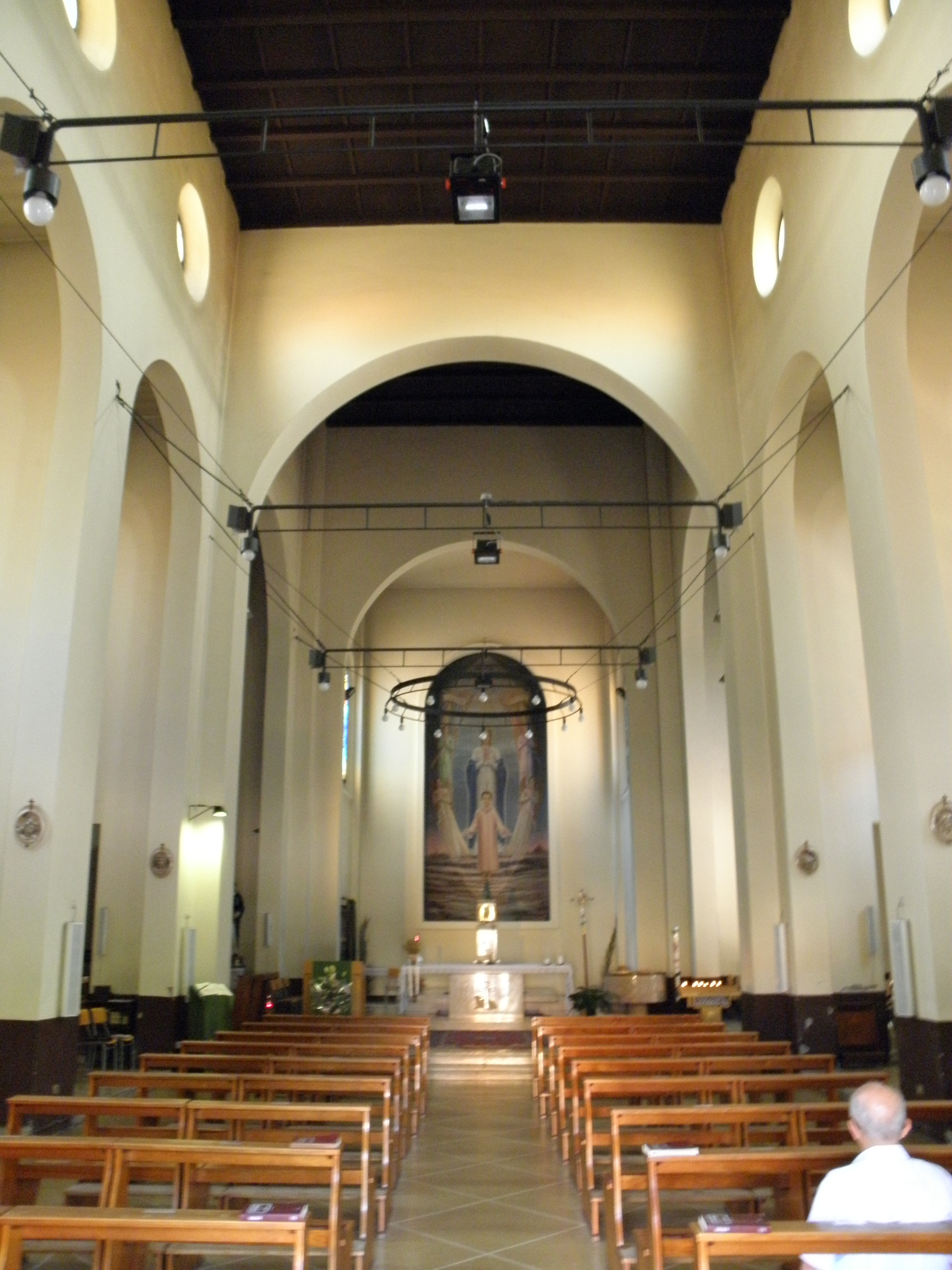
L'interno

La struttura venne ristrutturata nel 1980 e nel 2001 pure il campanile fu oggetto di un intervento di restauro.

## Descrizione
La facciata è in laterizio non intonacato e presenta un cornicione marmoreo sovrastante il portale e caratterizzato da tre archetti pensili.
L'interno è ad un'unica navata, sulla quale si aprono tre cappelle per lato contigue tra di loro, come a formare due ulteriori navate; al termine dell'aula vi è il presbiterio rialzato di due gradini e a sua volta chiuso dall'abside quadrata.
L'opera di maggior pregio conservata all'interno della chiesa è una pala raffigurante la Beata Vergine Maria col Bambino, risalente al XVIII secolo.